# Де Лаваль, Франсуа Мари
Франсуа Мари де Лаваль или Делаваль (фр. François Marie de Laval или фр. Delaval; 1769—1836) — французский военный деятель, полковник (1809 год), шевалье (1810 год), участник революционных и наполеоновских войн.

## Биография
Родился в семье медика и аптекаря Жана Делаваля (фр. Jean François Xavier Delaval; 1710—1785) и его супруги Марии Кадена (фр. Marie Cadenat; 1730—1812). Начал военную службу 21 декабря 1793 года простым солдатом в 8-м конно-егерском полку, и уже через три дня был избран бригадир-фурьером. Принимал участие в кампаниях 1793-98 года в рядах Рейнской и Рейнско-Мозельской армий. 4 июня 1794 года стал вахмистром, а 27 июля 1794 года – старшим вахмистром. 25 октября 1794 года Лаваль был ранен сабельным ударом в голову в бою близ Майнца. 6 марта 1795 года получил звание младшего лейтенанта. 8 июня 1799 года получил должность адъютанта генерала Леграна, командира 2-й дивизии левого крыла Дунайской армии. 30 июня 1799 года произведён в лейтенанты. Отличился в кампаниях 1799 и 1800 годов. 24 мая 1800 года стал капитаном. В 1801 году сопровождал генерала, назначенного командующим 27-го военного округа, в Турин. С 29 августа 1803 году служил в военном лагере Сент-Омер. Участвовал в рядах пехотной дивизии Леграна 4-го корпуса маршала Сульта Великой Армии в кампаниях 1805-07 годов. 16 ноября 1805 года отличился при Холлабруне, где был ранен пулей навылет в запястье правой руки. 2 декабря 1805 года вместе с дивизией покрыл себя славой при Аустерлице. 26 августа 1806 года стал командиром эскадрона. С 6 по 8 февраля 1807 года героически сражался при Гофе и Эйлау.
17 марта 1807 года переведён с чином командира эскадрона в 10-й гусарский полк полковника Бриша. Осенью 1808 года вместе с полком переброшен в Испанию и принял участие в боевых действиях на Пиренейском полуострове. В 1810 году состоял в отдельном сводном отряде, который включал 10-й гусарский и два батальона 26-го линейного полка, назначенном для восстановления коммуникаций между Южной и Каталонской армиями в районе Фрага-Вальс. 17 декабря 1809 года получил звание полковника, и был назначен командиром 10-го гусарского полка. 1 марта 1812 года из-за проблем со здоровьем был вынужден оставить службу.
В 1813 году возвратился к службе с назначением комендантом ремонтных депо Великой Армии в Германии. 15 января 1814 года был прикомандирован к штабу генерала Маршана, который командовал 7-м военным округом в Гренобле. 17 января 1814 года заменил полковника Оффмайера в должности командира 2-го драгунского полка.
При первой Реставрации Бурбонов оставался с 20 июня 1814 года без служебного назначения. Во время «Ста дней» присоединился к Наполеону и служил в генеральном депо кавалерии Рейнской армии. После второй Реставрации определён на половинное жалование и 1 мая 1818 года окончательно вышел в отставку. С 25 августа 1831 года по 22 декабря 1835 года состоял муниципальным советником Тьонвиля и исполнял обязанности мэра этого города. Умер 8 февраля 1836 года в Тьонвиле в возрасте 66 лет.

## Воинские звания
- Солдат (21 декабря 1793 года);
- Бригадир-фурьер (24 декабря 1793 года);
- Вахмистр (4 июня 1794 года);
- Старший вахмистр (27 июля 1794 года);
- Младший лейтенант (6 марта 1795 года);
- Лейтенант (30 июня 1799 года);
- Капитан (24 мая 1800 года);
- Командир эскадрона (26 августа 1806 года);
- Полковник (17 декабря 1809 года).

## Титулы
- Шевалье Лаваль и Империи (фр. chevalier Laval et de l'Empire; декрет от 15 августа 1810 года, патент подтверждён 22 октября 1810 года в Фонтенбло)[2][3].

## Награды
Легионер ордена Почётного легиона (15 января 1805 года)